# 恵下山城
恵下山城（えげやまじょう）は、広島県にあった日本の城（山城）。出土物などから14世紀後半に存在したとみられる。
久村玄蕃繁安の居城。「陰徳太平記」によると、八木城主香川左衛門尉光景と所領争いの末、天文二十年（1550）に命を落とした、とある。久村玄蕃充や久村玄蕃与次郎との関係は定かではない。